# Морська фантастика

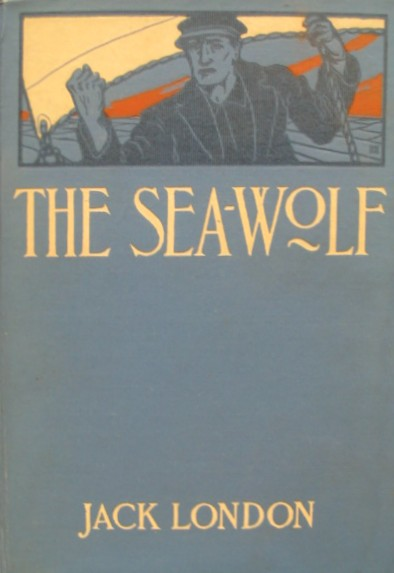
Обкладинка першого видання «Морського вовка» Джека Лондона (1904)

Мариністичний роман — роман на морську тематику. Один з видів роману, провідною темою якого є зображення моря та життя й побут людей, пов'язаних з ним (моряки, працівники портів, мандрівники, тощо). Одними з найвідоміших романів цього жанру є «Червоний корсар» та «Лоцман» Фенімора Купера, «Морський вовк» Джека Лондона, «П'ятнадцятирічний капітан» Жуля Верна.